# Joseph Ruep

Autobahn A8 zwischen Raubling (ganz unten) und dem Chiemsee (oben links), um 1939/40

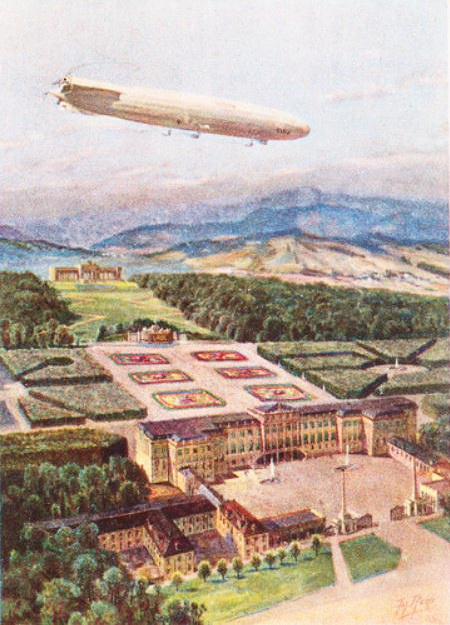
Luftschiff des Typs Schütte-Lanz über dem Schloss Schönbrunn (1917)

Joseph Ruep, auch Josef Ruep, (* 10. April 1886 in Isny; † 18. Dezember – nach anderen Quellen am 12. Dezember – 1940 in Hindelang) war ein deutscher Landschafts- und Landkartenmaler. Bekannt wurde er durch seine großformatigen, topografisch und künstlerischen Vogelschaukarten und Plakate, die unzählige Landschaften, Kurorte und Städte weltweit abbildeten. Als eines seiner bekanntesten Werke gilt seine Reliefkarte des Bodensees von 1930.

## Leben
Ruep studierte in Kempten und München. Zunächst arbeitete er für den Postkartenverlag von Eugen Felle in seiner Geburtsstadt Isny. 1915 machte er sich mit einem Atelier für geographische Reliefkarten und Panorama-Ansichten in München selbstständig und wurde zu einem bekannten Spezialisten für Reliefkarten, die häufig in der aufkommenden Tourismuswerbung Verwendung fanden.
Joseph Ruep war mit Maria Ruep (geborene Wolf) verheiratet. Er hatte einen Stiefsohn und eine Stieftochter, aber keine leiblichen Kinder.

## Werk
Ruep erstellte zunächst (oft nur rudimentäre) Skizzen auf Transparentpapier, anschließend mehr oder weniger ausgearbeitete Bleistiftzeichnungen (teilweise schon aquarelliert). Erst zum Schluss entstand das eigentliche Aquarell, das noch mit Deckfarben überarbeitet wurde. Erst zum Schluss trug er die Legende und die Beschriftung in die Zeichnung ein.
Neben reinen Landschaftsbildern erstellte Ruep auch zahlreiche Gemälde von Luftschiffen, insbesondere der Marke Schütte-Lanz, die teilweise als Vorlage für Postkarten der Luftfahrerdank GmbH dienten. So entstanden beispielsweise Darstellungen von SL 9 über Helgoland sowie weiterer Luftschiffe desselben Herstellers über Schloss Schönbrunn oder beim nächtlichen Kriegseinsatz über dem französischen Lunéville.
Für seine Recherchen nutzte Ruep auch selbst Luftschiffe. Seine Bilder signierte er unter anderem mit Rp. in seiner Zeit bei Felle und später mit J. Ruep und Atelier Ruep. Die Qualität seiner Stadtansichten und Reliefkarten gilt als „unübertroffen“. Die Bayerische Staatszeitung bezeichnete ihn als „führenden Zeichner in seinem Metier“.
Rueps Zeichnungen sind außerdem eine wichtige historische Quelle. So bezeichnet etwa die Stadt Rothenburg ob der Tauber eine Panoramakarte Rueps von 1936 als „unverzichtbare visuelle Quelle für die Bebauung außerhalb der Stadtmauer“.